# Weißenbach bei Liezen
Weißenbach bei Liezen là một xã cũ thuộc huyện Liezen bang Steiermark, nước Áo. Đô thị Weißenbach bei Liezen có diện tích 35,82 km², dân số thời điểm cuối năm 2008 là 1149 người.